# Ganguro

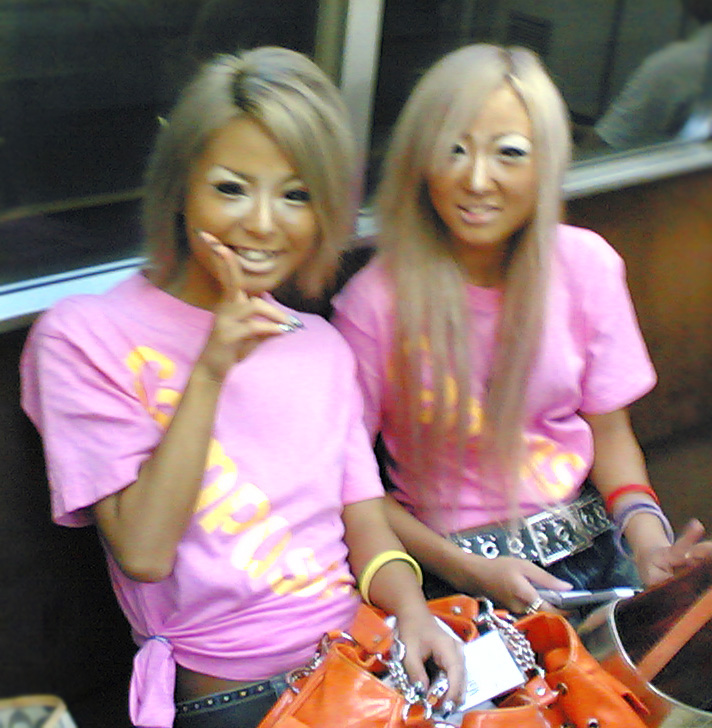
Zwei ganguro in der U-Bahn

Ganguro (jap. ガングロ, selten 顔黒) ist die Bezeichnung für zumeist jugendliche Mädchen, die einem erstmals in Shibuya, einem Jugendviertel in Tokio, aufgetretenem Trend folgen. Das Wort setzt sich zusammen aus ガン (Kanji 顔 gan, Kun-Lesung als kao), dem japanischen Wort für „Gesicht“, und グロ guro (Kanji 黒 kuro), was auf Japanisch „schwarz“ bedeutet.
Diese auch Orange Girls oder Egg Girls genannten Mädchen zeichnen sich durch stark gebräunte Haut und dazu herausstechend helles Augenmakeup und pastellfarben geschminkte Lippen aus, noch verstärkt durch die hell gebleichten Haare.
Der Name Orange Girls bezieht sich auf den orangen Farbton, den die Haut des Öfteren nach übermäßigem Verwenden von Selbstbräuner und Beta-Carotin-Tabletten annimmt. Egg Girls stammt von dem japanischen Mädchenmagazin Egg, in welchem sämtliche Tipps zu finden sind, wie man am schnellsten zu einer echten Ganguro wird.
Ähnlichkeiten bestehen mit den Kogals (Kogyaru), die zur gemeinsamen Gyaru-Subkultur gehören.

## Yamamba und Mamba

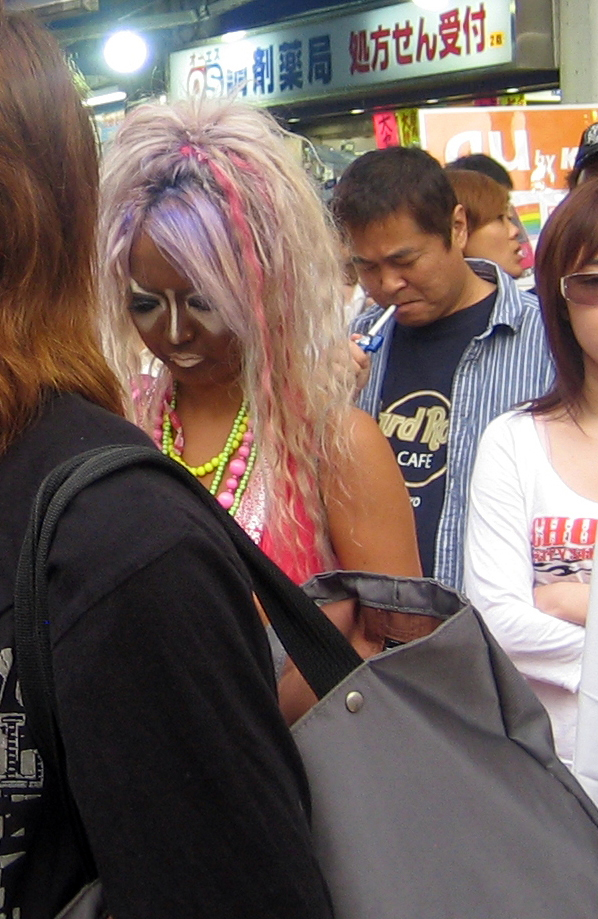
Mamba

Es gibt auch japanische Ganguros, die den Look noch überspitzen, indem sie noch mehr und auffälligeres Make-up benutzen und ihre Haare gelb anstatt blond färben. Sie nennen sich Yamamba, was so viel bedeutet wie „Berghexe“. Eine noch extreme Variante sind die Mamba deren Bräunung ins Schwarze geht, die Schminke großflächiger und die Haare farbiger.

## Trivia
Das aus der Spielserie Pokemon bekannte Wesen Rossana ist mit großer Wahrscheinlichkeit von dem Trend inspiriert worden, vor allem den Eigenschaften von Yamamba und Mamba. Dies wird vor allem am ursprünglichen Design deutlich, welches das einer Frau ähnlich erscheinende Rossana nicht nur mit hellblonden Haaren und großen Lippen, sondern auch mit tiefschwarzer Haut zeigte. Seit Anfang der 2000er Jahre wird Rossana jedoch mit lila Haut dargestellt.

## Bibliographie
- Kate Klippensteen, Everett Kennedy Brown (Fotos): Ganguro Girls. The Japanese “Black Face”. Könemann, Köln 2001, ISBN 3-8290-7926-5
- Sharon Kinsella: Blackfaces, Witches, and Racism Against Girls. In: Laura Miller, Jan Bardsley (Hrsg.): Bad Girls of Japan. Palgrave Macmillan, New York 2005, ISBN 1-4039-6946-9.